# Prasinocyma tandi
Prasinocyma tandi là một loài bướm đêm trong họ Geometridae.